# Chiesa di Santa Maria Addolorata a piazza Buenos Aires

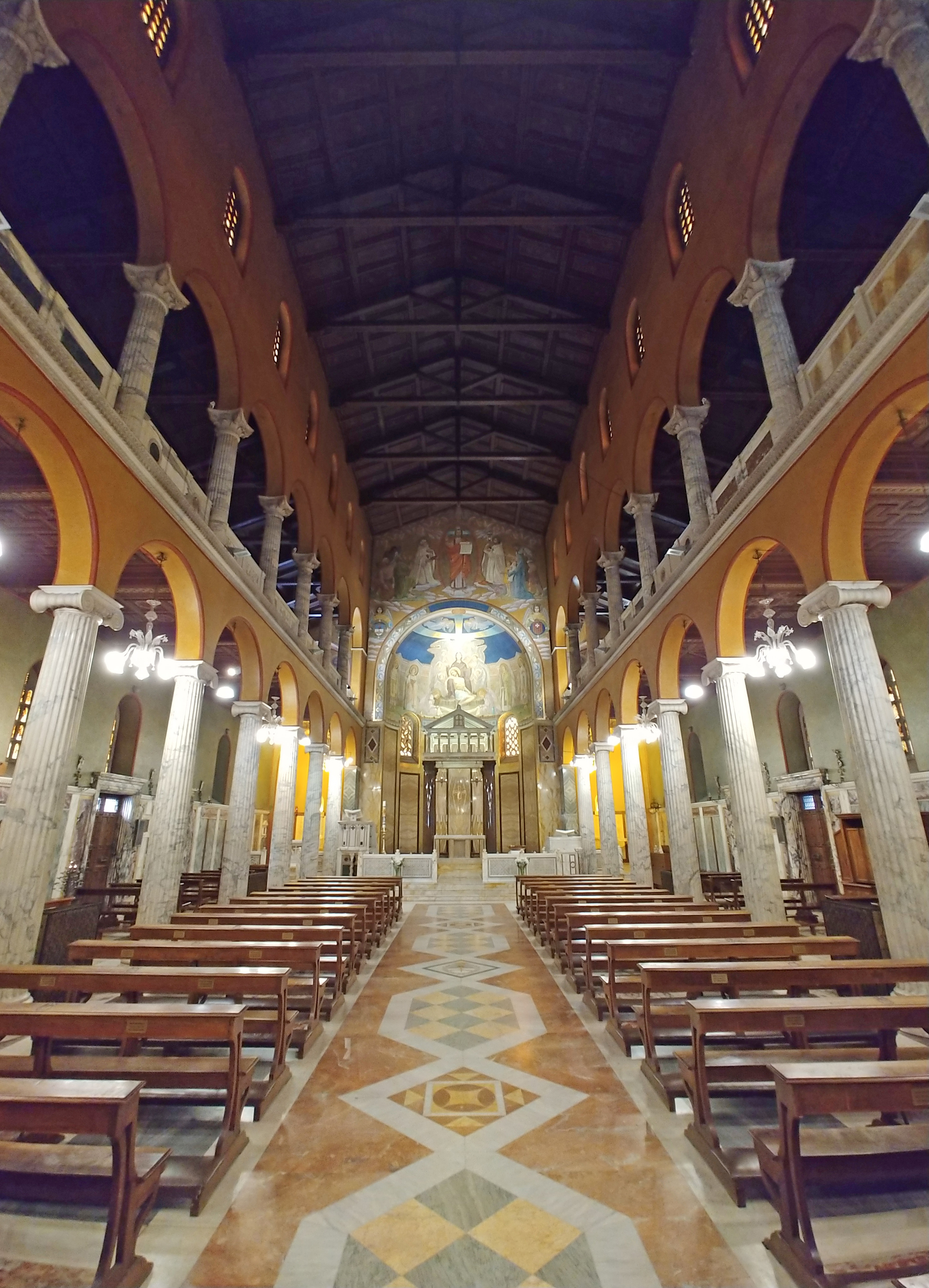
Interno

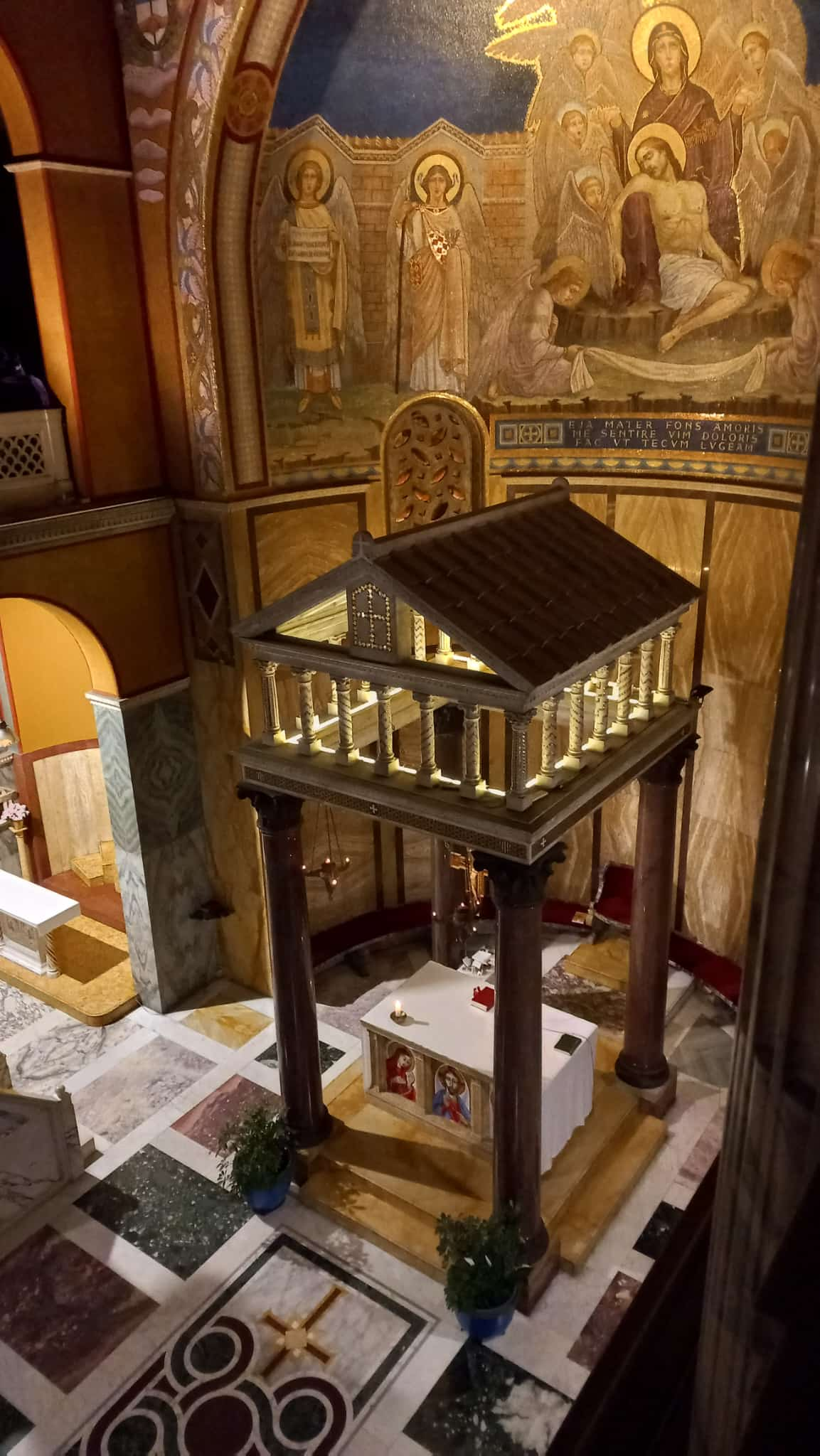
Altare visto dal Matroneo laterale

La chiesa di Santa Maria Addolorata a Piazza Buenos Aires è un luogo di culto cattolico di Roma, situato nel quartiere Trieste, in piazza Buenos Aires (comunemente chiamata dai romani Piazza Quadrata).
Sede sussidiaria di culto della parrocchia di Santa Maria della Mercede e Sant'Adriano. La chiesa è sede del titolo cardinalizio della Beata Vergine Maria Addolorata a Piazza Buenos Aires, vacante dall'8 agosto 2025.

## Storia
La chiesa fu fondata dal sacerdote argentino monsignor José León Gallardo grazie alle donazioni dei vescovi argentini, prima chiesa nazionale sudamericana a Roma.
La prima pietra fu posta il 9 luglio 1910, centenario dell'indipendenza argentina. Alla cerimonia era presente la signora Rosa Isidora González Delgado, moglie del presidente della Repubblica Argentina Roque Sáenz Peña. I lavori di costruzione, su progetto di Giuseppe Astorri del 1900, terminarono nel 1930 e la chiesa fu inaugurata il 1º novembre 1930. I mosaici sono di Giambattista Conti, il leggio di Duilio Cambellotti.
Fino al 1965 la chiesa era retta dai padri Mercedari; già chiesa nazionale d'Argentina dal 1915, oggi è retta dal clero diocesano argentino e direttamente amministrata dalla Conferenza episcopale del Paese sudamericano.

## Descrizione
La chiesa è edificata in stile neopaleocristiano. La facciata è dominata dal grande mosaico che richiama quelli paleocristiani: la figura dell'Agnello, simbolo del Cristo, al centro, è affiancata dai simboli dei quattro evangelisti; nella fascia sottostante dodici pecore a richiamare i dodici apostoli.
Internamente, la chiesa presenta una pianta basilicale senza transetto, a tre navate con matroneo che prosegue anche in controfacciata, dove si trova l'organo a canne costruito nel 1920 dalla ditta Mutin Cavaillé-Coll ed integro nelle sue caratteristiche foniche originarie. Nell'abside è collocato un altro grande mosaico di Giovanni Battista Conti, raffigurante la Pietà, allusione alla Vergine addolorata, in ossequio alla titolazione della chiesa. L'unica cappella, che si apre nella navata destra, ospita l'immagine di Nostra Signora di Luján, patrona dell'Argentina, e le bandiere delle province della Federazione.

## Note

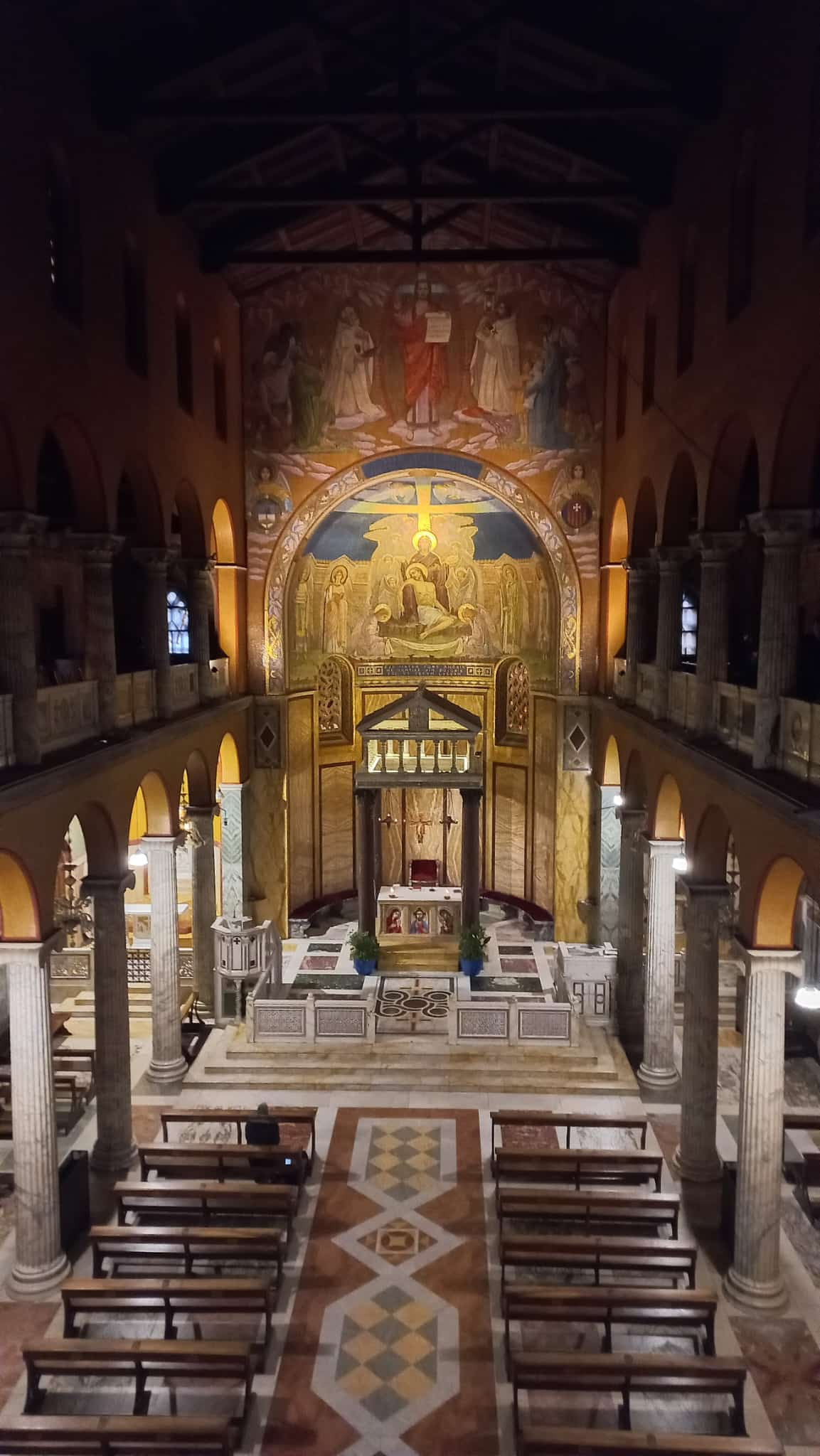
Interno visto dal Matroneo (lato organo)